# Jaime Alexander Cuartas
Jaime Alexander Cuartas Medina (* 28. Oktober 1975 in Bello) ist ein kolumbianischer Schachspieler.
Er spielte für Kolumbien bei sieben Schacholympiaden: 2002 bis 2014.
Vereinsschach spielte er in Spanien für UE Montcada.
Im Jahre 2005 wurde ihm der Titel Internationaler Meister (IM) verliehen. Der Großmeister-Titel (GM) wurde ihm 2009 verliehen.
| Hier fehlt eine Grafik, die leider im Moment aus technischen Gründen nicht angezeigt werden kann. Wir arbeiten daran! |